# Thân rễ

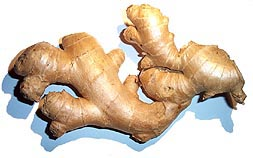
Thân rễ của gừng (Zingiber officinale).

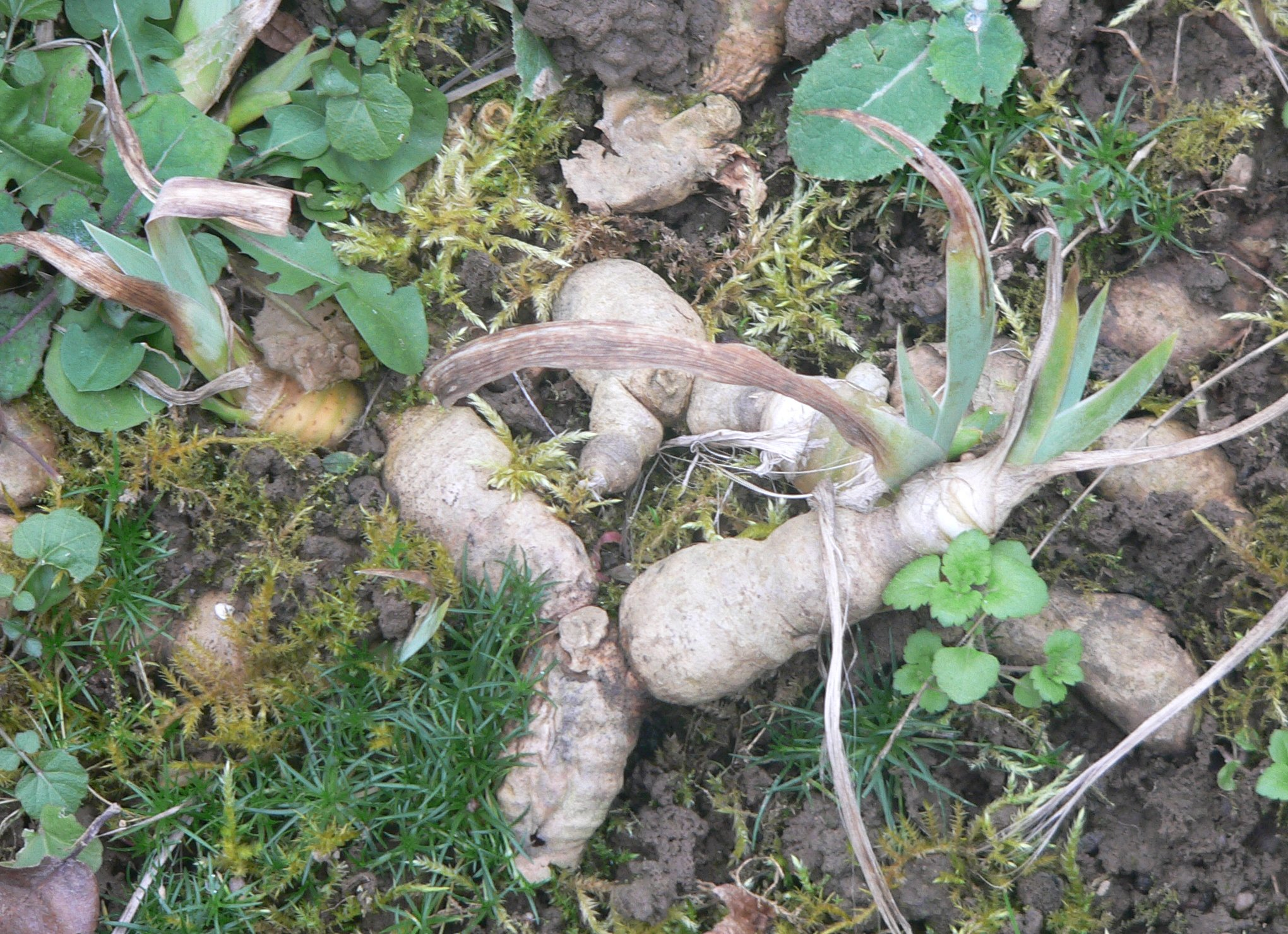
Thân rễ của diên vĩ (chi Iris).

Trong thực vật học và thụ mộc học, thân rễ danh từ khoa học gọi là căn hành, thông thường là một đoạn của thân cây nằm ngang dưới mặt đất mà từ các mắt của nó mọc ra các rễ và chồi. Thân bò lan là tương tự như thân rễ, nhưng tồn tại trên mặt đất và mọc ra từ thân cây đang tồn tại.
Nếu một cây thân rễ được tách ra thành từng nhánh, mỗi nhánh có thể làm phát sinh một cây con mới. Thân rễ chứa các tinh bột, protein và các chất dinh dưỡng khác của cây. Các chất dinh dưỡng này cần thiết khi cây đâm chồi mới (hoặc tồn tại trong điều kiện khí hậu khắc nghiệt như mùa đông lạnh giá). Quá trình này được gọi là tái sinh sản thực vật và được sử dụng bởi người nông dân và người làm vườn để nhân giống cây. Nhiều loài cây có các thân rễ phục vụ cho việc lan truyền của chúng bằng sinh sản sinh dưỡng. Các ví dụ về các loài thực vật có kiểu sinh sản này là măng tây, linh lan, các loài dong riềng và lan kiểu gốc ghép. Các thân lan rộng của dương xỉ cũng được gọi là thân rễ.

## Hình ảnh

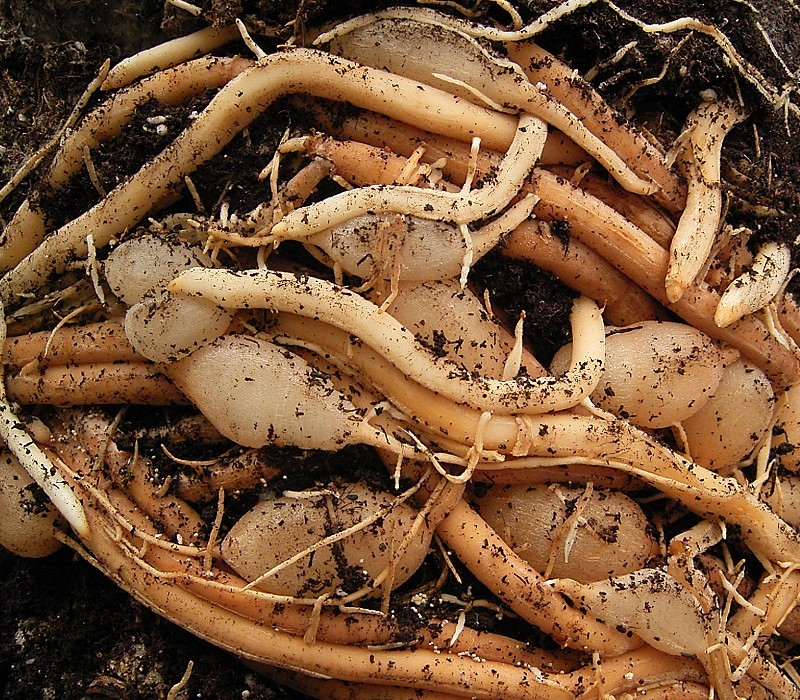
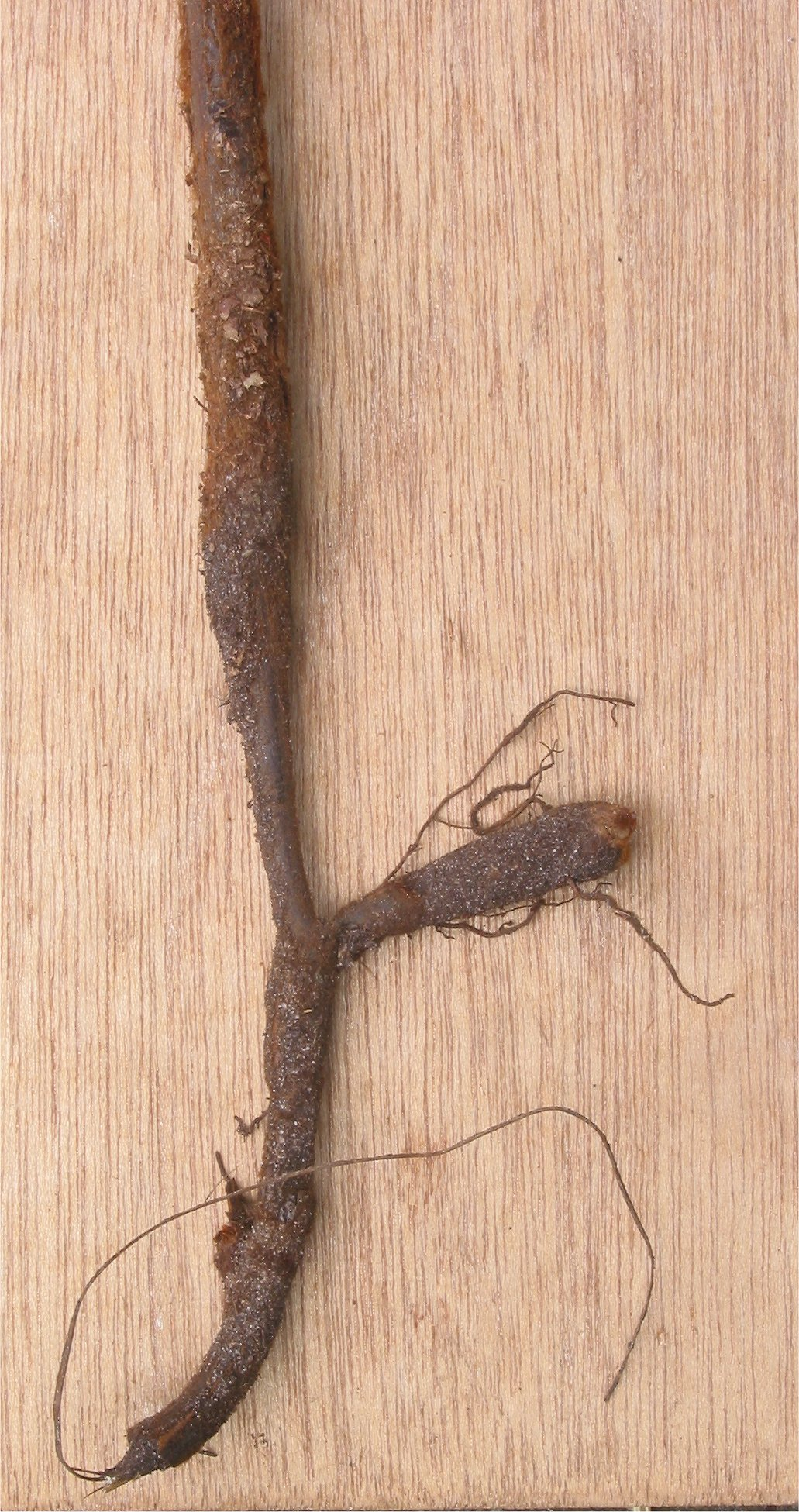
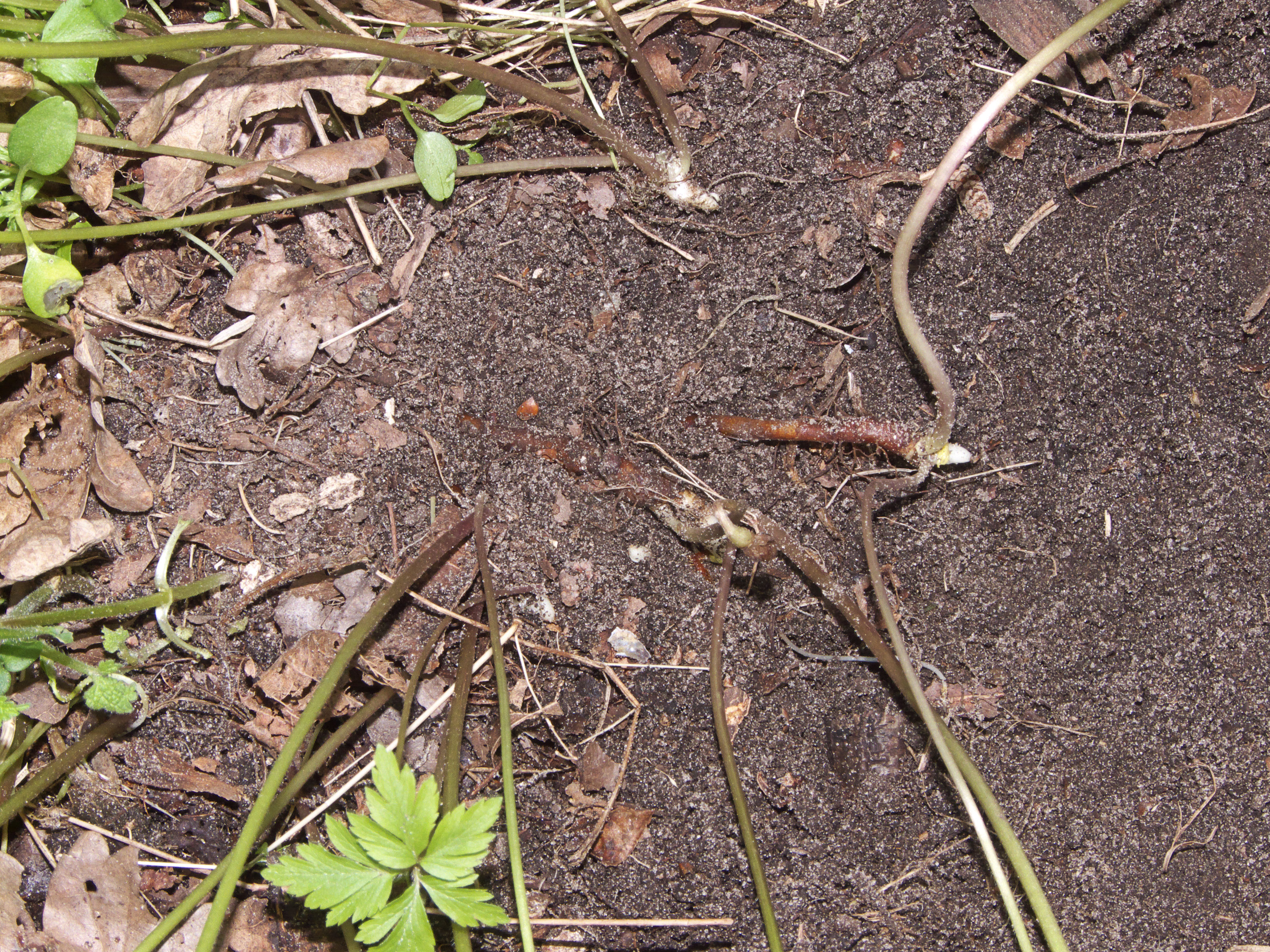
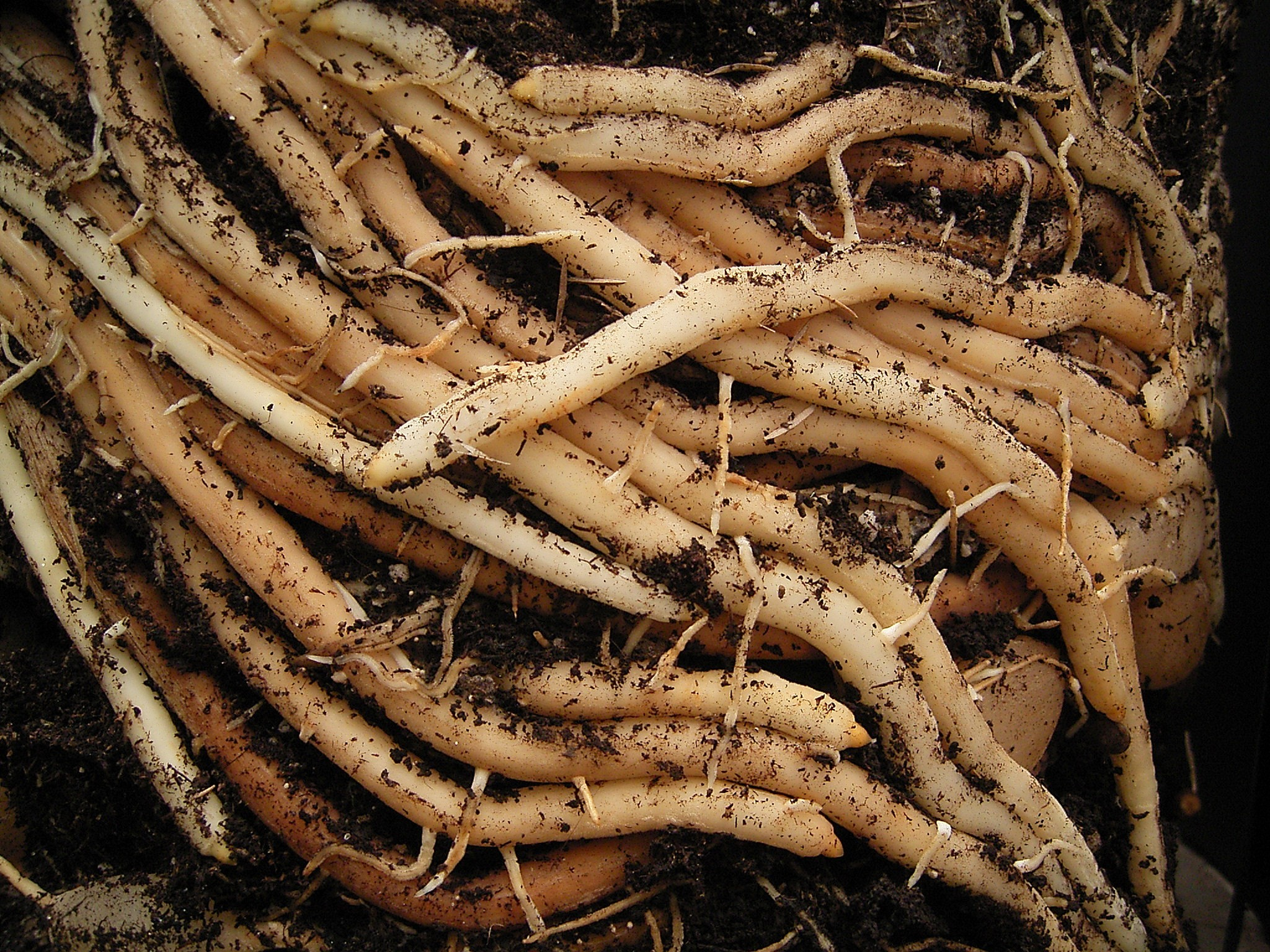